# Juan de Dios Dozo
Juan de Dios Dozo fue un comerciante y militar español que destacó en la lucha contra las Invasiones Inglesas del Río de la Plata, como partícipe del plan para volar las posiciones británicas, en la provisión del grueso de las tropas milicianas que participaron en la reconquista y en la posterior lucha por recuperar Buenos Aires y en su defensa en el año 1807.

## Biografía
Juan de Dios Dozo nació en Cádiz (España). En Buenos Aires se desempeñó como tenedor de libros de comercio de Martín de Álzaga, alcalde de primer voto del Cabildo de Buenos Aires y uno de los principales comerciantes de la capital del Virreinato del Río de la Plata.

### Invasiones Inglesas

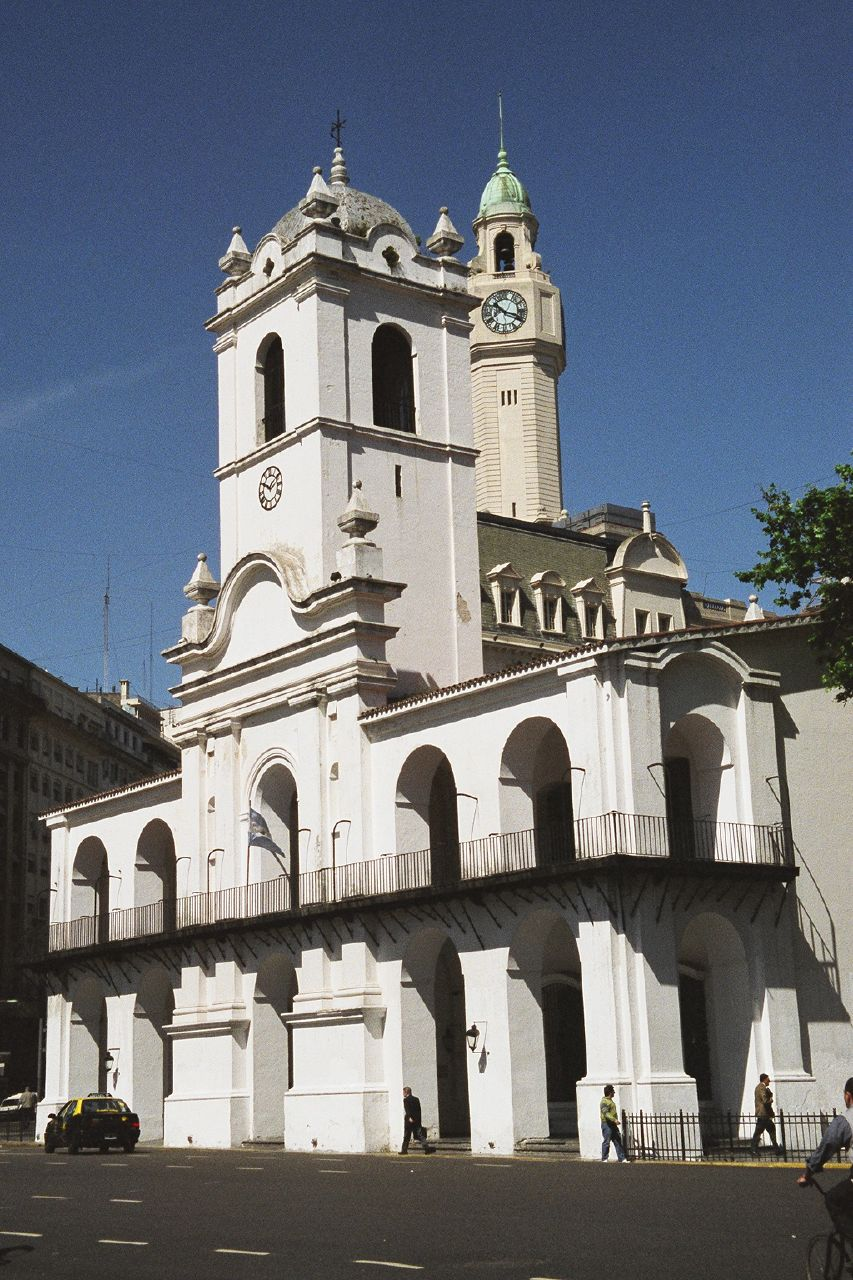
Cabildo.

Al día siguiente de la caída de Buenos Aires, Juan de Dios Dozo inició junto a José Fornaguera los trabajos tendientes a dinamitar y volar el Fuerte y el cuartel de la Ranchería, donde se alojaba buena parte de las tropas invasoras.
El plan y lo hecho para llevarlo a cabo se detallaron luego en el Diario de las disposiciones para la Reconquista de la capital de Buenos Ayres, desde el 29 de junio al 12 de agosto firmado por Felipe Sentenach, Fornaguera, José Franci, Gerardo Esteve y Llach, Tomás Valencia, José Miguel Ezquiaga y el mismo Dozo.
La casa de Dozo se convirtió en el centro de reunión de los conjurados. Allí dividieron responsabilidades y acordaron que el punto de reunión para la conformación de las milicias urbanas sería la quinta de Perdriel, propiedad del padre de Manuel Belgrano.
El 17 de julio se alquiló una casa contigua al cuartel de la Ranchería, propiedad de José Martínez de Hoz, sin que este tuviera conocimiento del objetivo, ya que colaboraba con el ocupante y había sido designado Director de Aduana por el comandante británico, William Carr Beresford. El 26 de julio se procedió a alquilar una casa vecina al Fuerte, con lo que se dio inicio a los túneles para colocar las minas en ambos puntos.

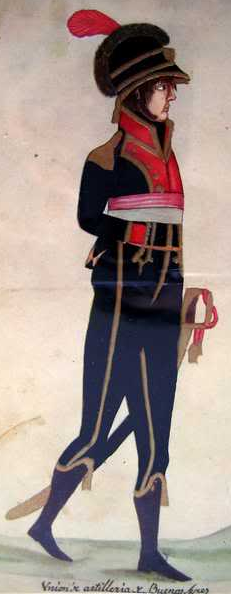
Oficial de Regimiento de Artillería de la Unión (lámina de Justo Doldan, 1807).

Mientras seguían adelante los trabajos, se hizo cargo de la paga de los operarios y del control de los gastos. Como en el campamento de Perdriel faltaban caballos y pastos, Dozo partió a la campaña a procurar lo necesario. Auxiliado por Bernardo Joaquín de Anzoátegui proveía las armas reunidas entre los vecinos a los voluntarios que protagonizarían poco después el Combate de Perdriel.
A la llegada de las fuerzas de Santiago de Liniers, el grupo de vecinos catalanes al que Dozo se había integrado le ofreció la colaboración de 600 hombres para sumarse a la reconquista, lo que fue aceptado por Liniers: "Admito en todas sus partes la honorífica propuesta que expresa esta instancia, reservándome la ocasión más oportuna de exaltar el alto concepto que se merecen estos fieles y leales vasallos de nuestro Augusto Monarca".
El 15 de julio obtuvieron el privilegio de "entrar a Cabildo pleno para la elección de nuestros jefes que supremamente han de gobernar hasta que otra cosa se determine por nuestro Monarca".
Finalmente el aporte de tropas de Dozo, Tomas Valencia y Felipe Sentenach, ascendió a un total de 717 hombres, prácticamente el doble de los traídos por Liniers desde la Banda Oriental, con lo que constituyó el núcleo de la fuerza libertadora.
El 28 de julio se concluyó el túnel por el cual se accedía al cuartel de la Ranchería, pero restaba el del fuerte. El plan preveía que ambos sitios debían volar en forma conjunta y coordinarse la acción con el avance de las tropas en campaña. Al demorarse el trabajo del fuerte y llegar las tropas el plan se suspendió, supeditando su realización al resultado del ataque.
En la reconquista Dozo actuó como capitán de la primera de las siete compañías del "Batallón de Patriotas de la Unión" de artillería volante, costeado por Álzaga.
A diferencia del resto, que eran de artillería, la primera compañía de dicho cuerpo de voluntarios era de zapadores.
En la acción, el batallón de la Unión tuvo 9 muertos, entre ellos el librero Tomás Valencia y 30 heridos. Sólo en la lucha entablada en el Retiro (Plaza de Toros), resultaron heridos el teniente Santiago y Llanos y el alférez Mugía, y fueron muertos el sargento José Antonio Vargas y el soldado Silverio Gonzáles, todos pertenecientes a la Compañía de Zapadores del Cuerpo de Patriotas de la Unión.

### Fuga de Beresford

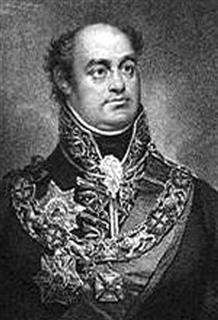
William Carr Beresford.

Tras la reconquista, los oficiales y tropas británicas fueron detenidos en diversos puntos de la campaña. Entre los oficiales y algunos vecinos partidarios de la independencia pronto se establecerían contactos.
El comerciante americano Guillermo Pío White, que se hallaba detenido por colaborar con los invasores, supo por el mayor Tolley del Regimiento 71.º y alojado en la cercana San Antonio de Areco, que el comandante británico William Carr Beresford intentaba comunicarse con vecinos principales de Buenos Aires que fueran partidarios de la independencia por lo que dispuso los contactos necesarios que rápidamente definieron un proyecto para que, a través de los buenos oficios de Beresford, la segunda invasión iniciada se transformara en el necesario apoyo armado a la independencia.
En igual sentido actuaba Saturnino Rodríguez Peña, secretario, ayudante y confidente de Santiago de Liniers, quien tenía trato periódico con Beresford. En Buenos Aires él y Manuel Aniceto Padilla iniciaron contactos en ese sentido con los restantes partidarios de la independencia, especialmente el partido de Álzaga.
El 3 de febrero de 1807 Samuel Auchmuty tomó por asalto Montevideo pese a la heroica pero ineficaz defensa de los defensores de la plaza, gobernada por Pascual Ruiz Huidobro. El 05 de ese mes llegaron las noticias a Buenos Aires.
Dozo, por instrucciones de Álzaga, había entrado en la logia masónica fundada bajo los auspicios de los británicos denominada Southern Cross, a la que también pertenecía Peña. A raíz de eso y de la común pertenencia al Regimiento de la Unión, había cultivado la amistad de Peña.
El 6 de febrero Peña mantuvo una entrevista con Juan de Dios Dozo. Rodríguez Peña inició el diálogo expresando que la situación de Buenos Aires era lamentable y que sería imposible derrotar a los ingleses, dueños ya de Montevideo, y que no podrían defenderse de los nuevos invasores. Agregó que lo conveniente era cambiar de medios y de partido para salvaguardar sus vidas, la de sus familias, y "preservar sus patrimonios". Que ya había mantenido charlas con el general Beresford en varias oportunidades y que esperaba que éste los ayudase a independizarse de España. Rodríguez Peña pretendía obtener el apoyo del partido español en Buenos Aires, que dirigía Álzaga.
La primera reacción de Dozo, según declaró posteriormente ante la justicia, fue sacar el sable y quitar allí mismo la vida de Peña, pero recapacitó que nada ganaba con matar a un solo traidor y resolvió disimular, manifestando sus dudas de que Álzaga prestara su consentimiento.
La noche del día 7 se efectuó una nueva reunión, esta vez entre Martín de Álzaga y Peña, pero Álzaga temiendo una trampa había tomado recaudos escondiendo durante la entrevista al escribano del Cabildo Juan Cortes, quien tomó nota de lo conversado. Tras la reunión Peña recibió aviso de la trampa y suspendió nuevos contactos mientras aceleraba los planes y él mismo se sumaba a la huida de Beresford. Álzaga denunció finalmente la iniciativa de Peña, pero tras que se concretara la evasión, manteniendo no obstante después correspondencia con Beresford y auxiliando a la familia de Peña.
Peña y Padilla fueron juzgados en ausencia el 4 de febrero de 1808 por el proyecto de independencia con apoyo inglés y la fuga del comandante de la fuerza invasora, siendo la base de la causa promovida por el fiscal Caspe la información aportada por Álzaga y el testimonio de Dozo, así como las declaraciones de Peña y Padilla en Montevideo jactándose de la fuga de Beresford y Pack. Caspe los acusó de traidores al rey y a la Patria y pidió para ellos la pena de muerte, lo que se reflejó en el bando que pronunciara Liniers el 20 de febrero de 1808.

### Montevideo
Dozo fue ascendido a teniente coronel de Milicias Urbanas de Buenos Aires el 16 de febrero de 1808. Involucrado en la Asonada de Álzaga del 1 de enero de 1809, Dozo fue juzgado por partidario de "independencia" y desterrado al igual que los restantes partícipes del movimiento a Carmen de Patagones. Rescatados por el gobernador de Montevideo Francisco Javier de Elío se refugiaron en esa ciudad hasta la amnistía impulsada por el nuevo virrey Baltasar Hidalgo de Cisneros.
Tras la independencia, Dozo mantuvo su adhesión al partido realista y pasó a Montevideo, donde el 23 de diciembre de 1813 fue elegido secretario del Cabildo. Producida la caída de la plaza, fue detenido.
En septiembre reclamó su libertad, dejando explícitas las razones formales (el apoyo explícito a un vecino realista) y reales (asegurar su colaboración con la nueva administración) de su detención: 

"Don Juan de Dios Dozo. Preso en la Cárcel Pública de esta Ciudad, y secretario que fui de este último Ayuntamiento, ante V S.Con todo mi respeto, como mejor corresponda, y lugar haya me presento y digo: Que en la noche del 29 de julio último fui preso por disposición del Sr. Alcalde de 2.º voto, con motivo de haber autorizado un certificado a favor de los méritos y servicios hechos en el anterior Gobierno por Dn Man.Ximenez y Gomez en este vecindario cuya causa se pasó al Sr Delegado Extraordinario del Director Supremo de las Provincias Unidas del Río de la Plata, Don Nicolás Rodríguez Peña, que se sirvió sentenciarla en 2 de Agosto siguiente, multando con pena pecuniaria a los ex capitulares que firmaron dicho certificado, e imponiendo con respecto a mi persona la sola obligación de ser conducida a la Capital de Buenos Ayres; y que como ya tengo dado ante el Secretario Interino Don Juan José Aguiar las noticias exactas que se me han exigido sobre asuntos peculiares a los intereses de este Ayuntamiento y estoy pronto  a dar las que se me pidieren en adelante: no teniendo, como no tengo papeles en mi poder pertenecientes, ni conexos al último Cabildo: estando por otra parte pronto a concurrir a su Secretaría cuando, y en la hora que se ordene por VS. para instruir en aquello que parezca obscuro en los negocios pasados: Recurro al patrocinio de VS para que atendiendo no solo a la buena fé con que se me ha conducido en lo que se me ha encargado por VS en los días en los que se me ha llevado a la Secretaría, sino también a lo deplorable de mi estado, y de mi salud quebrantada, pues me asiste diariamente el facultativo Don Juan Cayetano Molina, tenga la bondad de interesarse con el Superior Gobierno de esta Provincia Oriental, para que se ponga en amplia libertad sin más gravamen que la obligación, bajo fianza si fuera precisa, de permanecer en esta ciudad, si se considera indispensable o de necesidad absoluta el tiempo que incumba o pueda incumbir a los intereses de este Ayuntamiento. Por tanto, a VS rendidamente le suplico tenga la benevolencia de elevar al Superior Gobierno esta sumisa pretensión, apoyándola con la razón y la justicia que me asiste para no padecer los rigores de una prisión dilatada."
Montevideo, 3 de septiembre de 1814, al Sr.Gobernador Intentente.

El Cabildo, reconociendo su fidelidad, apoyó su petición:

"Persuadido este Ayuntamiento de las razones que expone el suplicante, y siéndole notoria la fidelidad con que se ha comportado en todos los asuntos en que se han necesitado sus noticias, expiando seguramente de un modo muy digno, la causa de su prisión: no puede menos que interesarse en el logro de su solicitud, si VS tiene a bien aprobarla bajo fianza a que ella se refiere. Sobre todo lo cual VS determinará lo que estime conveniente"
Sala Capitular de Montevideo, 5 de septiembre de 1814, Perez-Garcia-Sierra-Valdez-Blanco-Caldeira-Juan José Aguiar, Secretario Interino".

No obstante, atendiendo a la necesidad de asegurar su presencia en la ciudad resolvió condicionar su libertad a la provisión de fianza:

"Considerando necesaria esta medida también, porque dicho Dozo a más detener en su poder como tal Secretario que fue las cuentas de esta Corporación (Ayuntamiento) conserva los documentos de descargo de los individuos que habían de rendirlas y hasta no ventilarlas se ha creído oportuno poner a cubierto las resultas que pudiese haber."
Sala Capitular de Montevideo, 6 de septiembre de 1814. Manuel Perez-Pedro Juan José Aguiar-Juan Sierra-Salvador Garcia-Juan Correa-Pablo Vasquez-Juan Benito Blanco-Bruno Mendez.

La fianza fue cubierta por el coronel Prudencio Murguiondo, tras lo que Juan de Dios Dozo recuperó la libertad por resolución de Miguel Estanislao Soler.

### Últimos años
Juan de Dios Dozo vivió hasta mediados de siglo. Tuvo cuando menos tres hijos: el sargento mayor Juan Benito Dozo, Diego Dozo y Francisco Félix Dozo.
El sargento mayor Juan Benito Dozo sirvió en el Batallón América bajo el mando de Domingo French y en la Compañía de Cazadores del Regimiento 3 de Infantería, combatió bajo el mando de Manuel Belgrano en la Batalla de Salta y estuvo presente en la rendición de Montevideo el 23 de junio de 1814, por lo que recibió el escudo otorgado por Juan Martín de Pueyrredón en su carácter de Director Supremo de las Provincias Unidas del Río de la Plata.
Sirvió en el Batallón Libertad del ejército de la Confederación Argentina como Encargado de Instrucción, recibiendo una mención por la Orden General del 20 de julio de 1832 "por su aptitud, constancia y patrocinio".
Convocado por el gobierno de Salta luchó contra Andrés de Santa Cruz entre 1837 y 1839. En 1852 combatió en la Batalla de Caseros, donde perdió la vida. Su hermano Diego también fallecería ese mismo año.